# Tereza Stolzová
Tereza Stolzová (též Teresa Stolz, 2. června 1834, Kostelec nad Labem, Rakouské císařství – 22. srpna 1902, Milán, Italské království) byla česká operní pěvkyně, blízká přítelkyně Giuseppe Verdiho a legendární představitelka Aidy.

## Život

### Původ a mládí
Narodila se v Kostelci nad Labem v rodině řezníka Jana Stolze a jeho ženy Anny, rozené Kohoutové, jako deváté z deseti dětí. Prvního hudebního vzdělání se jí dostalo spolu s dalšími sourozenci od učitele a muzikanta Josefa Nerudy (1804–1873). Její sestry – dvojčata Františka a Ludmila – vystudovaly v roce 1843 zpěv na pražské konzervatoři a  poté odešly do Terstu, kde se staly členkami terstského Teatro Grande (a také skandálními partnerkami dirigenta Luigi Ricciho). V roce 1849 nastoupila Tereza na pražskou konzervatoř. Zde studovala hru na klavír a zpěv. Jejím učitelem zpěvu byl Giovanni Battista Gordigiani. Ten Terezu nepovažoval za talentovanou a navíc jí studium ztěžovala častá onemocnění. Proto byla 18. listopadu 1851 z konzervatoře propuštěna. Další tři roky strávila v matčině domě v Kostelci a asi v roce 1854 se do Prahy vrátila. Tentokrát studovala na soukromé škole Vojtěcha Čabouna, a to nejen zpěv, ale i herectví. Její první veřejné vystoupení proběhlo 21. listopadu 1855 na Žofíně, kde vystoupila s árií z Wagnerovy opery Rienzi. Toto vystoupení ale sklidilo odmítavou kritiku, takže Tereza odřekla další vystoupení ve Stavovském divadle a vrátila se opět k matce. Koncem téhož roku pak odjela do Terstu, kde se mezitím stal její bratr Václav provozovatelem divadla Teatro Grande (dnes Teatro Lirico Giuseppe Verdi).

## Operní kariéra

### Počátky kariéry
Nejprve se podařilo lékařům vyřešit její zdravotní problémy s hlasivkami. Poté začala studovat zpěv u italského dirigenta a skladatele Angela Marianiho (1821–1873), který byl jejím hlasem tak nadšen, že se vzdal honoráře za výuku. Na italské veřejnosti debutovala 26. července 1856 v Teatro Grande v Terstu áriemi z Händelova oratoria Juda Makabejský a z Verdiho opery Trubadúr. Vystoupení mělo velký úspěch a Tereza Stolzová odjela do Milána, kde bydlela u své sestry Ludmily a s pomocí švagra Luigiho Ricci se dostala k věhlasnému učiteli zpěvu Francescovi Lambertimu. Studovala u něho od podzimu 1856 do jara 1857.
Na radu bratra Václava hledala vhodnou scénu pro získání zkušeností. Po ukončení Krymské války se formoval soubor italské opery pro divadlo v gruzínském městě Tiflis (dnes Tbilisi). Zde poprvé vystoupila 17. září 1857 jako Elvíra ve Verdiho opeře Ernani. Po obrovském úspěchu jí byla nabídnuta smlouva na tři sezóny, což bylo zcela neobvyklé. V letních měsících (opera hrála pouze od podzimu do jara) se pak vypravila do Oděsy, kde byl její bratr Antonín, hobojista a klavírista, v té době učitelem hudby. Spolu pak cestovali do Moskvy a Petrohradu, kde měli několik vystoupení.
V sezóně 1860–1861 byla angažována v hlavním městě Osmánské říše Cařihradu, pak se ještě na dvě sezóny vrátila do Tiflisu. Na jaře 1863 odjela zpět na západ Evropy zahrnuta poctami a dary tifliského obecenstva.

### Období triumfálních vystoupení
V Miláně bydlela opět u sestry a vystupovala nejprve v různých velkých městech (tehdy ještě italská Nizza, Granada, Bologna, Palermo, Florencie a další). V létě 1864 krátce navštívila matku a sourozence v Čechách. Veřejně ve vlasti ale už nikdy nevystoupila. Ohlasy představení jí získávaly postupně respekt a 23. září 1865 poprvé vystoupila v milánském Teatro alla Scala v titulní roli rané opery Giuseppe Verdiho Jana z Arku. Úspěch byl naprostý, obecenstvo ji zahrnulo ovacemi a v tisku vyšly nadšené kritiky. Během prusko-rakouské války se uchýlila do Švýcarska a Francie. Když se na podzim 1866 operní život v Itálii vrátil do normálních kolejí, pokračovala série jejích velmi úspěšných vystoupení ve městech Treviso, Parma, Řím a jinde.

Místa úspěchů Terezy Stolzové
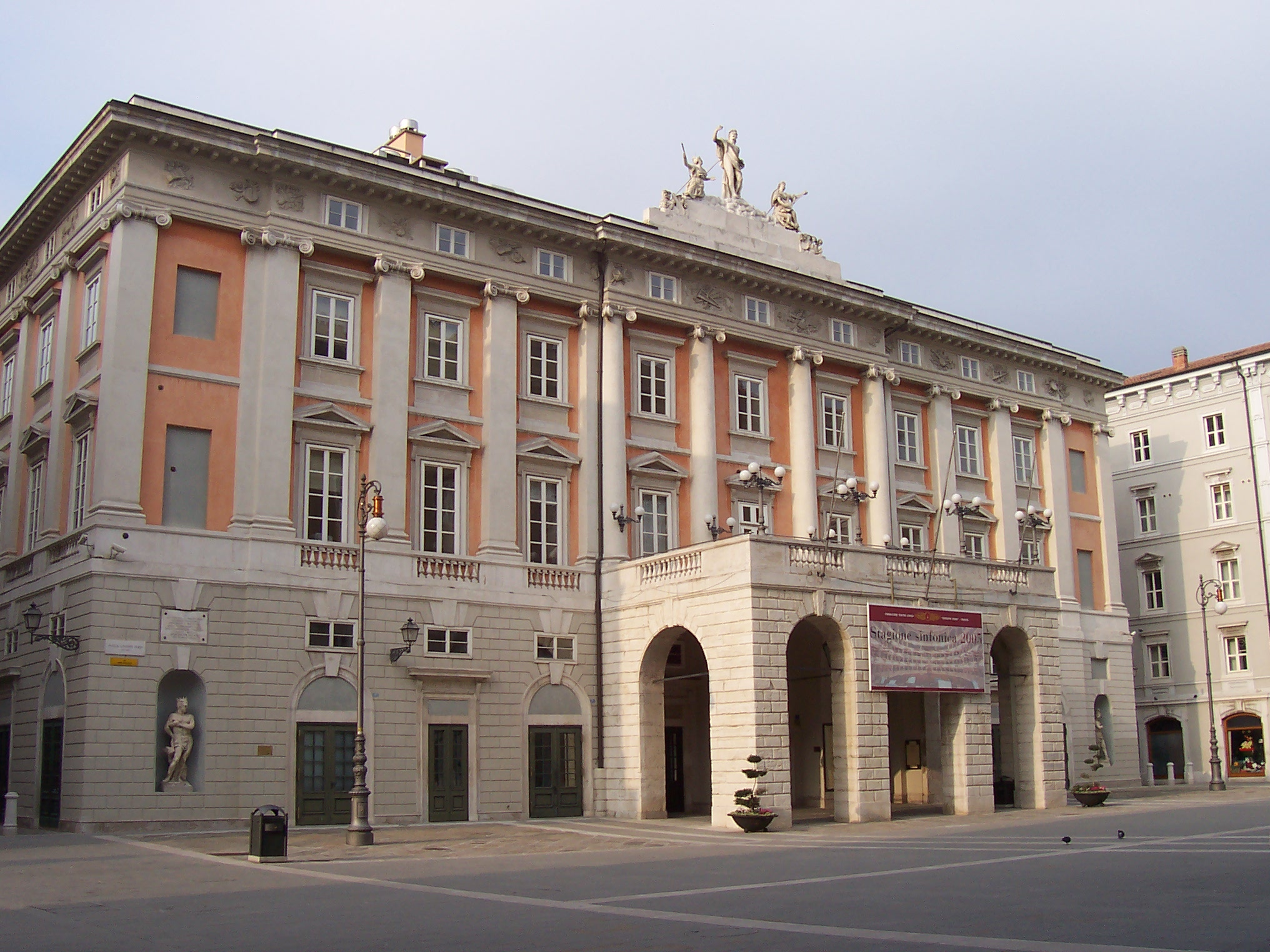
Teatro Verdi na Piazza Verdi v Terstu
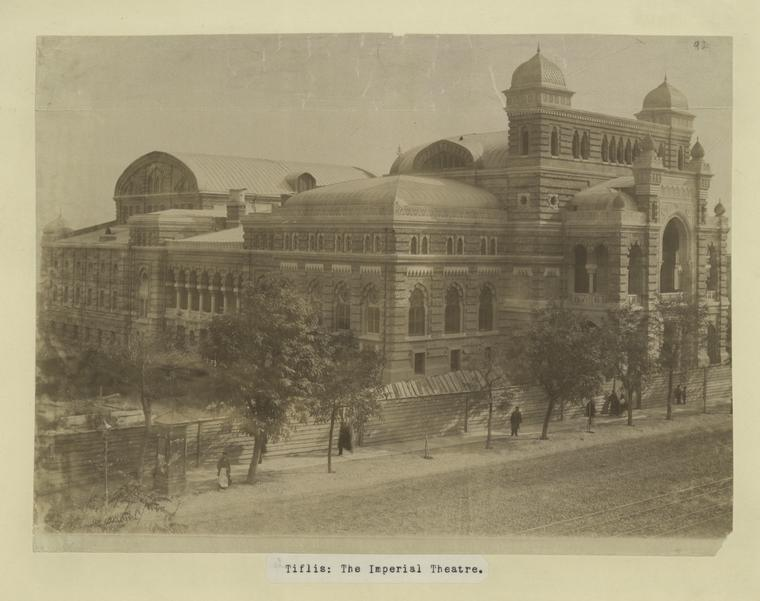
Budova opery v Tiflisu, 70. léta 19. století
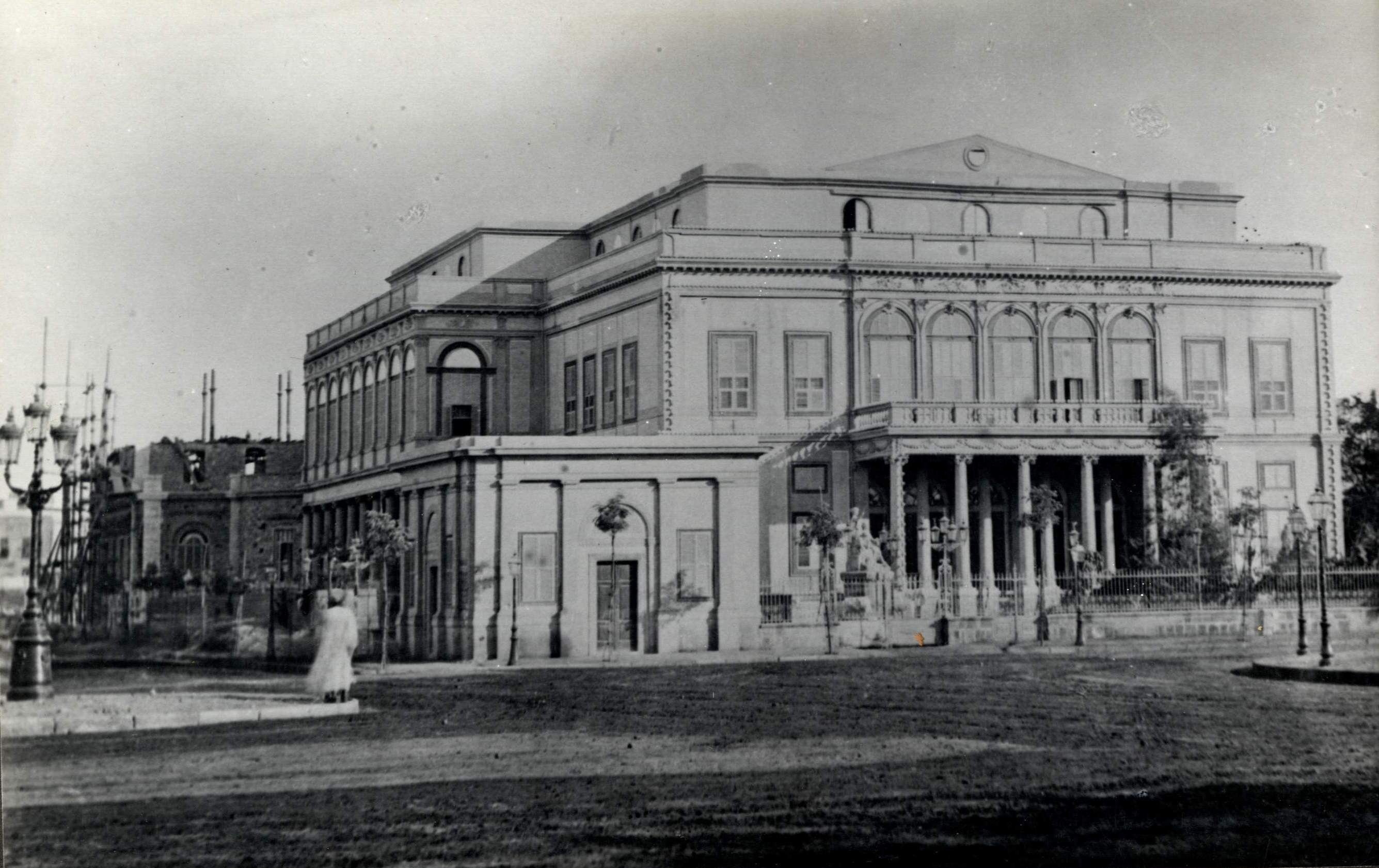
Budova Královské opery v egyptské Káhiře v roce 1869
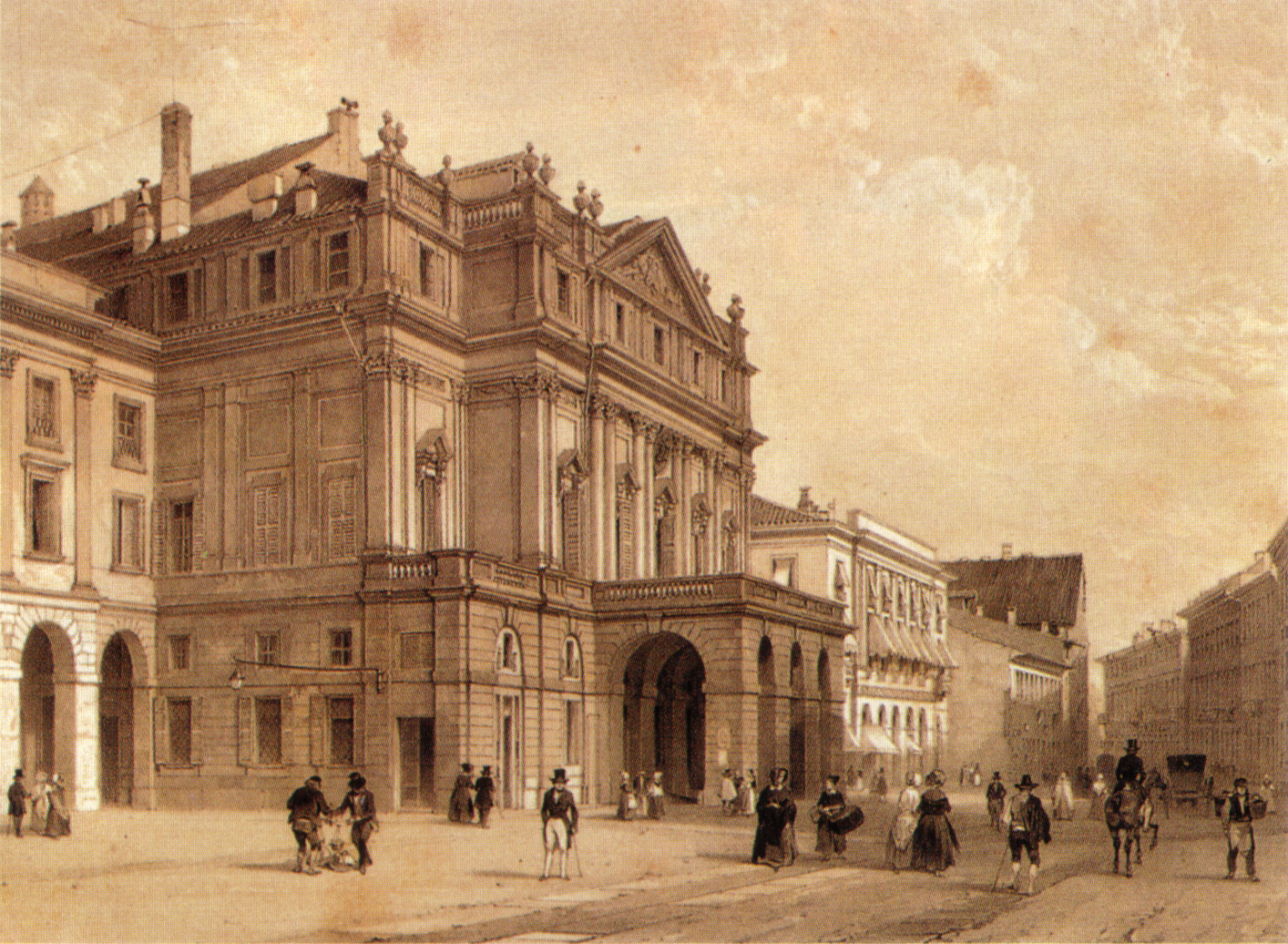
Milánské Teatro alla Scala v 19. století

### Spolupráce s Giuseppem Verdim
Svou operu Don Carlos uvedl Giuseppe Verdi poprvé v Paříži s francouzským libretem 11. března 1867. Nebyl ale s tímto provedením zvláště spokojen. Dirigentem premiéry přepracované verze s italským libretem měl být právě učitel Stolzové Angelo Mariani, který ji doporučil pro roli španělské královny Alžběty, manželky krále Filipa II. Italská premiéra přepracované verze opery proběhla v Bologni 27. října 1867 a podle dobových referátů měla obrovský úspěch. Verdi byl pěveckým výkonem a hereckým podáním Stolzové nadšený. Následně se věnoval italské premiéře své přepracované opery Síla osudu s Terezou Stolzovou v hlavní roli Leonory, a to na hlavní milánské operní scéně Teatro alla Scala. První verze této opery měla úspěšnou premiéru již v roce 1862 v ruském hlavním městě Petrohradu. Představení druhé verze 27. února 1869 mělo opět velký úspěch. Traduje se, že od té doby se Tereza Stolzová stala Verdiho milenkou.

### Role Aidy
Součástí oslav otevření Suezského průplavu v roce 1869 měla být i slavnostní opera v novém káhirském divadle. Příběh na námět egyptologa Augusta Mariette napsal Camille du Locle, autorem italského libreta byl Antonio Ghislanzoni. Toto libreto bylo dokončeno až počátkem roku 1870. Premiéru Aidy v Káhiře měl řídit osobně Verdi a titulní roli měla zpívat Tereza Stolzová. Kvůli prusko-francouzské válce a také roztržce mezi Verdim a dirigentem Marianim nakonec nikdo ze třech hlavních osob provedení opery do Egypta neodcestoval. 
Evropská premiéra byla v divadle La Scala 8. února 1872. Velký podíl na úspěchu opery měla Tereza Stolzová v titulní roli otrokyně Aidy. Verdi dokonce sám navrhl šperky pro hlavní představitelku.
Tereza Stolzová pak podepsala smlouvu na třicet představení v Káhirské opeře pro sezónu 1873–1874 za astronomický honorář 150 000 franků. Mimo to se jí dostalo poct od samotného egyptského chediva Isma'ila Paši.

Uvedení Verdiho opery Aida v Parmě v roce 1872
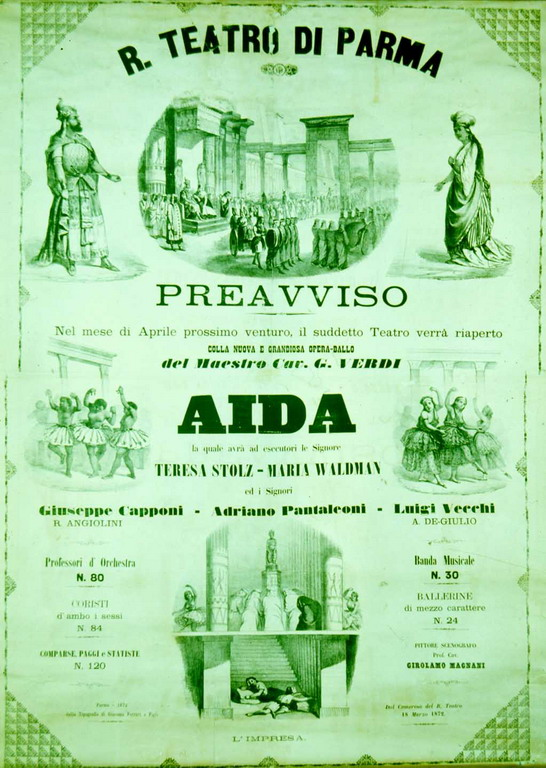
Plakát uvedení Verdiho Aidy v Parmě v roce 1872
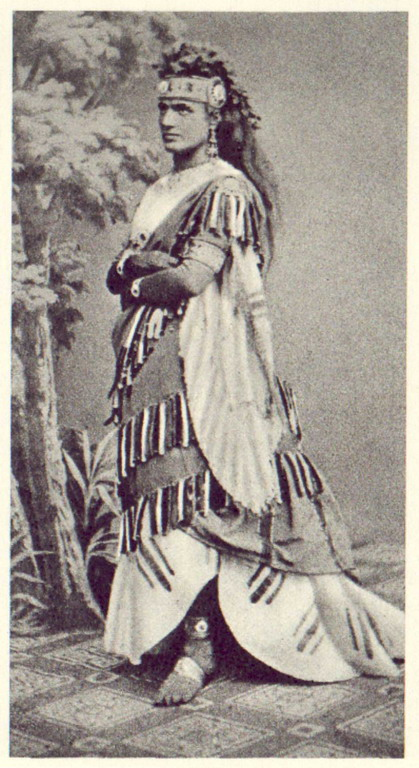
Tereza Stolzová v roli Aidy
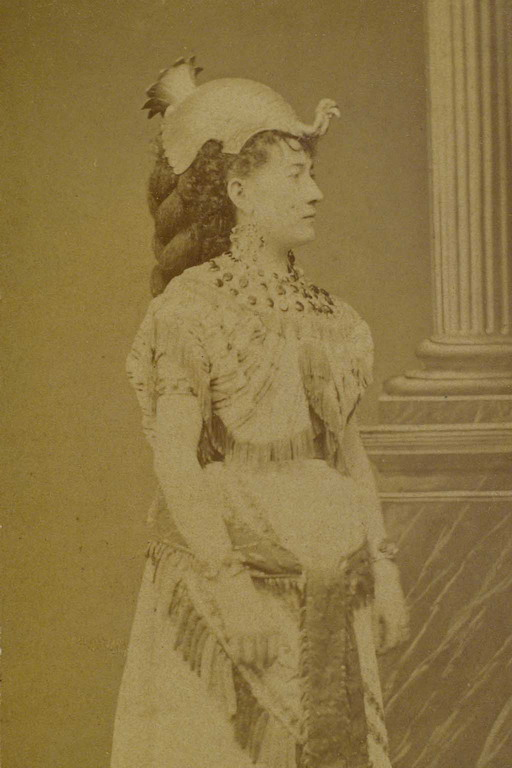
Rakouská mezzosopranistka Maria Waldmann v roli Amneris

Fotografie z archivu Istituzione Casa della Musica di Parma.

### VerdihoRekviem
Giuseppe Verdi navrhl k 1. výročí smrti Gioacchina Rossiniho složit spolu s dalšími 12 skladateli monumentální Rekviem. Z původního plánu sešlo. Verdi ale složil vlastní Rekviem a to bylo provedeno 22. května 1874 k poctě spisovateli Alessandro Manzonimu pod autorovou taktovkou v kostele sv. Marka v Miláně a Tereza Stolzová zpívala sopránový part. Celý soubor pak absolvoval evropské turné (Paříž, Londýn, Vídeň).
Verdi daroval rukopis svého Rekviem v prosinci 1893 s osobním věnováním: „Tereze Stolzové, první interpretce této skladby.“

### Působení v Rusku
V sezóně 1875–1876 zpívala Tereza Stolzová v Moskvě a v Petrohradu. Protože jí dělalo problémy zdejší zimní počasí, chtěla se vyhnout smlouvě pro další sezónu, požadovala proto za ni přemrštěný honorář. Ten však byl akceptován a tak i v zimě 1876–1877 zpívala v Rusku. Nachladila si však hlasivky, ztratila hlas a sezónu musela předčasně ukončit. 

### Konec kariéry
Přes léčení v lázních zdravotní problémy přetrvávaly, a tak Stolzová ukončila svou kariéru. Naposledy vystoupila 30. června 1879 v milánském divadle La Scala ve Verdiho Messa da Requiem. Občas ještě zpívala na dobročinných koncertech. Ve svém domě v Miláně vedla salón a přijímala zde mimo jiné i české umělce, například začínající Klementinu Kalašovou nebo ředitele Národního divadla Františka Adolfa Šuberta. Tomu zařídila schůzku s Verdim a pomohla mu získat přednostní smlouvu na uvedení oper Othello a Falstaff v Praze. V souvislosti s uvedením Othella v Národním divadle navštívila Tereza Stolzová v létě 1886 Prahu. Národní divadlo na její počest uspořádalo zvláštní představení Aidy dne 11. srpna 1886. Setkala se s rodinou a přáteli a také navštívila své rodné město. Mnozí členové jejího rozvětveného příbuzenstva se věnovali hudbě profesionálně.

## Pěvecké schopnosti
Dramatický soprán Terezy Stolzové měl podle dochovaných zpráv rozsah g–cis3 a kovově znějící hlas byl schopen ve všech polohách mnoha výrazových nuancí. Intonovala dokonale čistě, ovládala lehké nasazení a postupné rozvíjení tónu do největší síly i ve vysokých hlasových polohách a technicky zvládnutým legatem vytvářela dlouhodeché oblouky kantilén. Měla dokonalé frázování. Své role studovala důkladně i po herecké stránce, aby se vyhnula operním stereotypům. Nejlépe ztvárnila tragické postavy, jimž dávala sošnou majestátnost. Její hlas a zjev měly ve velkých operních divadlech pro publikum mimořádnou přitažlivost.

## Osobní život

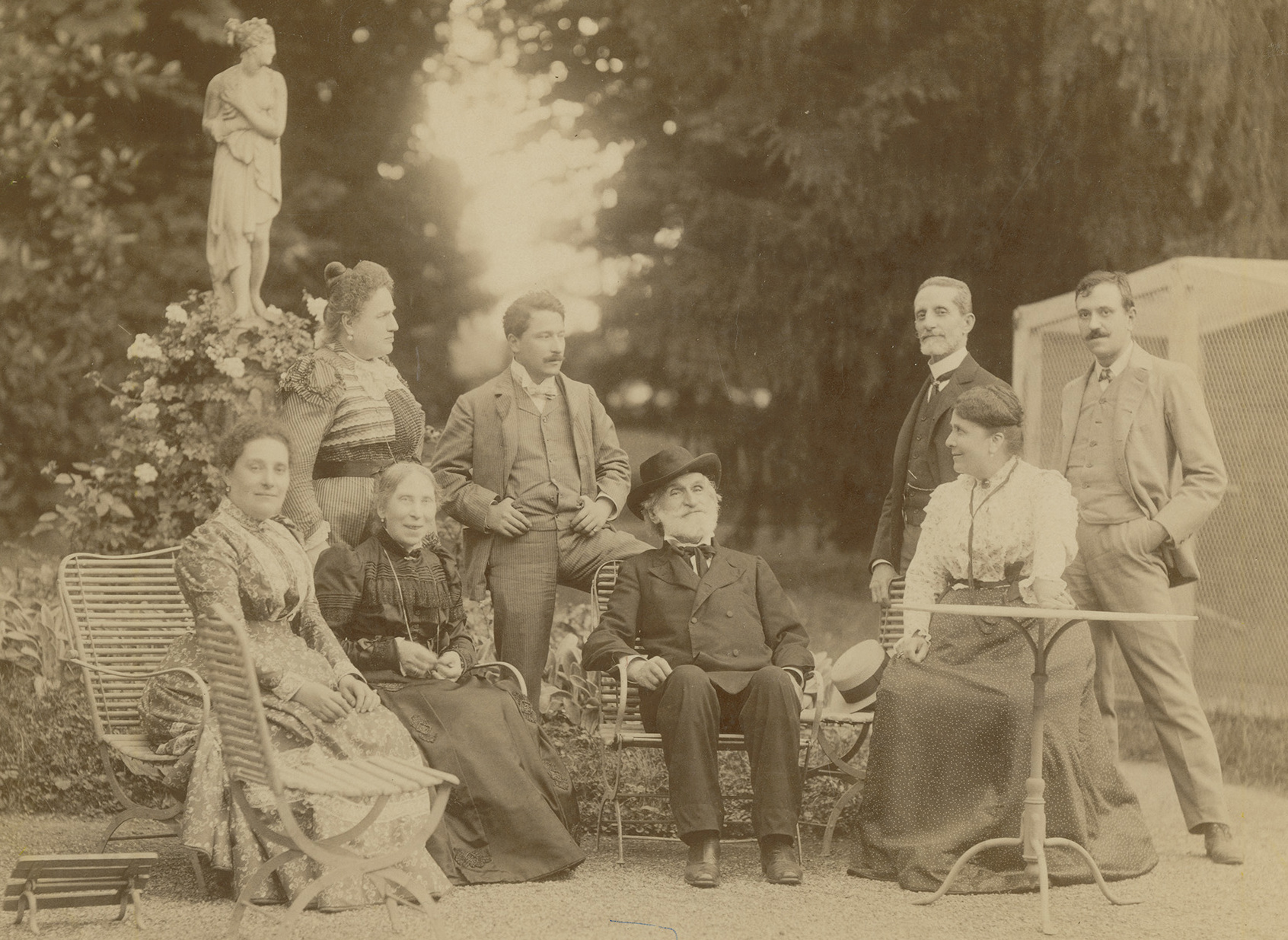
Maria Carrara Verdi, Barberina Strepponi, Giuseppe Verdi, Giuditta Ricordi, Teresa Stolz, Umberto Campanari, Giulio Ricordi, Leopoldo Metlicovitz v roce 1905

V roce 1869 se zasnoubila s Angelo Marianim, svým prvním učitelem v Terstu z roku 1856. Mariani byl jejím hlasovým poradcem a byl jí oporou zvláště v umělecké oblasti. V roce 1870 spolu strávili léto v přímořském letovisku Senigallia. Později se ale vztah zkalil Marianiho žárlivými výstupy. Mariani se rovněž ve zlém rozešel s Verdim. Po Marianiho milostné aféře s hraběnkou Pallavicini-Negrotto mu Tereza Stolzová vrátila slib a nadobro se s ním rozešla.
Často se spekuluje o vztahu Terezy Stolzové a Giuseppe Verdiho. Je jisté, že Verdi byl Stolzovou jako interpretkou svých rolí nadšen. Pro ni upravoval starší partitury (Don Carlos, Síla osudu) a pro ni psal nové party (Aida, Rekviem). Věnoval jí i své, svou formou pro Verdiho neobvyklé, dílo – smyčcový kvartet e-moll. Nejtěsnější spolupráce mezi nimi byla v letech 1867 až 1876, což zavdalo příčinu ke spekulacím o jejich milostném poměru.  Je dochován koncept dopisu Verdiho manželky Giuseppiny Strepponi z dubna 1876, kde svému manželu vyčítá, že se věnuje Tereze Stolzové více, než jí samé. Podle dopisů z června téhož roku ale vše nasvědčuje tomu, že se věc vyjasnila a podezření pominulo. Vztah mezi oběma ženami se změnil v trvalé přátelství. Nasvědčují tomu nejen dochované dopisy, ale i další skutečnosti: Tereza Stolzová byla nadále častým hostem ve vile manželů Verdiových Sant’Agata a dále Giuseppina Strepponi, která zemřela v roce 1897, odkázala Tereze Stolzové část svých šperků.
Tereza Stolzová zůstala Verdiho přítelkyní až do konce života. Asistovala u jeho smrtelného lože 27. ledna 1901. Sama zemřela v srpnu následujícího roku. Je pohřbena na milánském hřbitově Cimitero Monumentale di Milano.

## Seznam operních rolí (výběr)

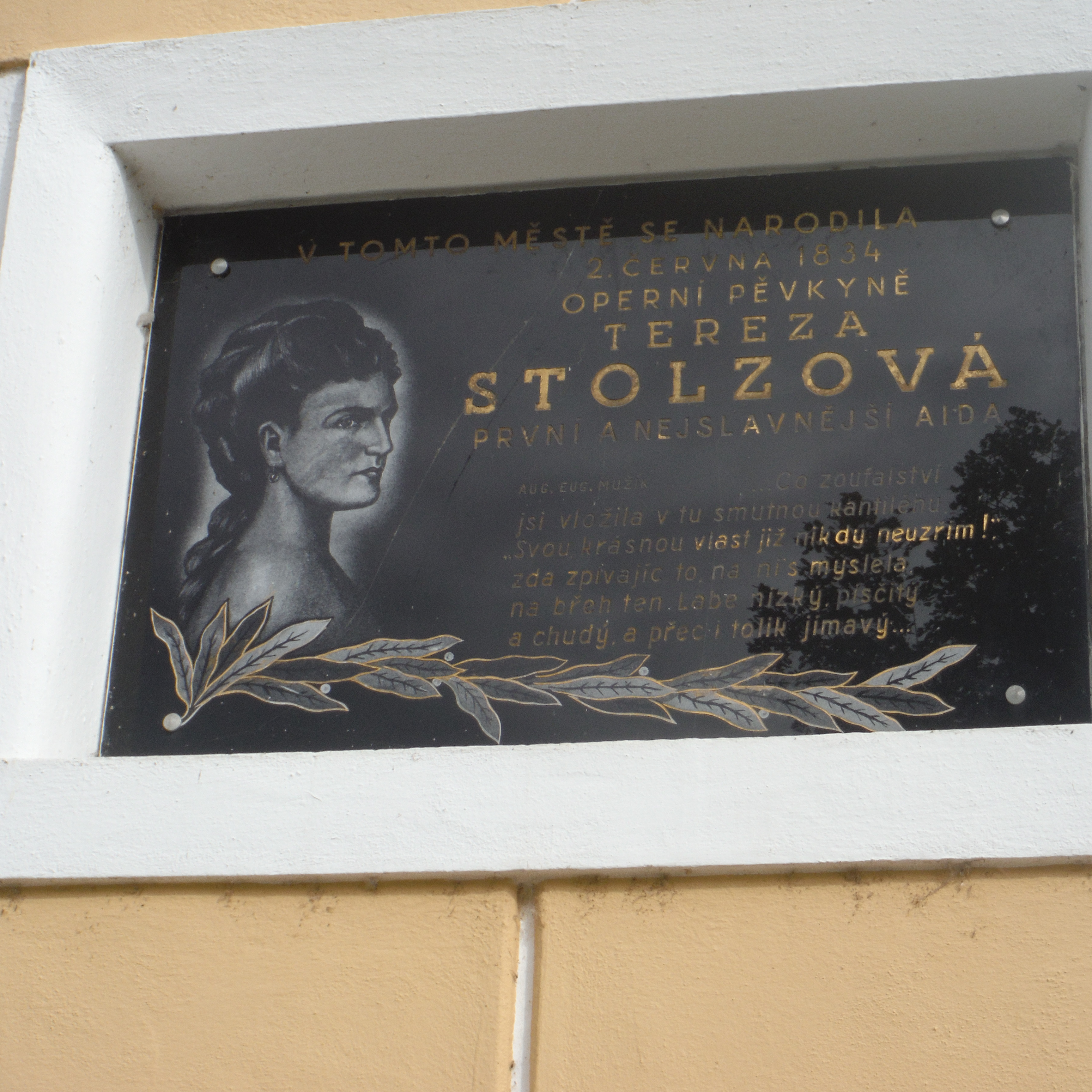
Pamětní deska na radnici v Kostelci nad Labem

| skladatel                | opera                 | role               | poznámka |
| ------------------------ | --------------------- | ------------------ | -------- |
| Adolphe Adam             | Postilion z Lonjumeau | Madeleine          |          |
| Vincenzo Bellini         | Norma                 | Norma              |          |
| Gaetano Donizetti        | Linda di Chamounix    | Linda              |          |
|                          | Lucie z Lammermooru   | Lucie              |          |
|                          | Lucrezia Borgia       | Lucrezia           |          |
| Jacques Fromental Halévy | Židovka               | Recha              |          |
| Giacomo Meyerbeer        | Hugenoti              | Markéta, Valentina |          |
|                          | Robert ďábel          | Isabella, Alice    |          |
| Wolfgang Amadeus Mozart  | Don Giovanni          | Anna               |          |
| Errico Petrella          | Giovanna di Napoli    | Giovanna           |          |
| Gioacchino Rossini       | Othello               | Desdemona          |          |
|                          | Vilém Tell            | Matylda, Hedvika   |          |
| Giuseppe Verdi           | Aida                  | Aida               |          |
|                          | Don Carlos            | Alžběta            |          |
|                          | Ernani                | Elvíra             |          |
|                          | Jana z Arku           | Jana z Arku        |          |
|                          | Lombarďané            | Giselda            |          |
|                          | Macbeth               | Lady Macbeth       |          |
|                          | Maškarní ples         | Amelie             |          |
|                          | Nabucco               | Abigail            |          |
|                          | Rigoletto             | Gilda              |          |
|                          | Sicilské nešpory      | Helena             |          |
|                          | Síla osudu            | Leonora            |          |
|                          | Trubadúr              | Leonora            |          |

## Památka
- V roce 1957 byla na zdi radnice v Kostelci nad Labem umístěna pamětní deska s verši, které na její počest napsal Augustin F. Mužík. [7] V budově radnice byla zřízena pamětní síň připomínající život slavné rodačky.[8]
- Jméno Terezy Stolzové nese planetka 48794, kterou objevili v říjnu roku 1997 astronomové manželé Tichých v observatoři na Kleti. [9]